# Casa da Garrida
A Casa dos da Garrida, também referida como Casa da Garrida, Casa Garrida ou Casa de São José, é um solar setecentista que se localiza São João da Ribeira, na freguesia de Arca e Ponte de Lima, nos arredores da vila e no município de Ponte de Lima, distrito de Viana do Castelo, em Portugal.
Está classificada como Imóvel de Interesse Público deste 26 de Fevereiro de 1982.

## Denominação
- Casa de São José, nome dado pelos seus primeiros donos, a família Melo da Gama de Araújo e Azevedo;
- Casa dos da Garrida, nome popular identificando a origem da família Melo da Gama de Araújo e Azevedo na quinta da Garrida, também denominada Garrida velha;
- Casa da Garrida, generalização popular do nome anterior.

## Localização
Está situada no extremo oeste da vila de Ponte de Lima, na saída para Ponte da Barca, Rua do Arrabalde 4990-097 Ponte de Lima.

## Descrição

### Geral
A Casa dos da Garrida é uma construção que remonta, muito possivelmente, ao último quartel do século XVIII, denotando uma organização barroca mas com uma gramática decorativa rococó. As suas características permitem inscrevê-la na tradição arquitectónica do Norte do país, nomeadamente, no modelo que integra a capela na fachada.
A Casa da Garrida apresenta uma planta formada por três corpos, cujo reflexo é bem evidente no alçado, igualmente irregular.

### Casa
A fachada da casa de habitação, denota uma tendência horizontalizante e desenvolve-se num plano único, apenas dinamizado pela abertura simétrica de vãos, (portas e janelas no piso térreo, e janelas de sacada no andar nobre, e pelos respectivos elementos decorativos.
Os vãos térreos são encimados por motivos florais, mas flanqueados pelas mísulas que suportam as janelas de sacada. Estas, formam um friso que imprime à fachada uma linha horizontal, mas que se equilibra com o sentido vertical conferido pela ligação entre os vãos dos dois andares. Por sua vez, as janelas superiores são encimadas por motivos florais, enrolamentos e concheados, de gosto rococó, que se unem à volumosa cimalha.

### Corpo intermédio
O corpo intermédio destaca-se, apenas, pela colunata e pela sineira, colocada junto à capela. Parte desta fachada é ocupada, no piso térreo, por um dos lanços da escadaria de acesso ao templo.

### Capela
A capela, cujo orago é São José, foi tratada de forma autónoma, encontrando-se afastada do edifício habitacional, ao qual se liga através de um outro corpo, recuado e aberto no segundo registo por uma colunata, que deverá ter sido acrescentado em época posterior.
O alçado da capela, de dimensão reduzida, é definido, nos cunhais, por pilastras com pináculos, e rematado por frontão triangular interrompido por cruz. Ao centro, abre-se o portal, ladeado por pilastras que suportam um amplo entablamento, sobre o qual se rasga uma janela e se exibe a pedra de armas.

## História
A construção do solar terá sido iniciada no último quartel do século XVIII, muito provavelmente por ordem de Francisco Álvares da Silva, vereador em Ponte de Lima, casado com Dª Rosa Maria de Melo de Abreu e Lima, considerando-se ter sido ele o primeiro senhor e morgado da quinta da garrida.
Sucedeu-lhe seu filho, António José da Silva e Melo, casado com Dª Maria Michaela da Gama de Araújo e Azevedo, deste casamento nasceu, entre outros, António de Melo da Gama de Araújo e Azevedo que por morte de seu pai se tornou o proprietário do solar e morgado da Garrida.
A António de Melo da Gama de Araújo e Azevedo, sucedeu como proprietário da Casa dos da Garrida seu irmão, o marechal de campo Francisco de Melo da Gama de Araújo e Azevedo.
O imóvel foi vendido em 1970, após o falecimento do proprietário, o poeta, António da Silva Gouveia Vieira Lisboa, e adquirido por Manuel Gonçalves, encontrando-se, a partir de então, no centro de uma polémica entre o novo detentor e a Câmara Municipal de Ponte de Lima.
A questão prendia-se com o facto de Manuel Gonçalves pretender desmontar a casa e reestruturá-la num outro local, uma propriedade sua, situada no concelho de Vila Nova de Famalicão. O arquitecto Viana de Lima chegou a elaborar um projecto de recuperação do imóvel, para a nova implantação, que nunca chegou a ser concretizado.